# Taça EHF de 2017–18
A Taça EHF de 2017–18 foi a 37ª edição da Taça EHF, a segunda maior competição de clubes europeus de andebol masculino organizada pela EHF. A final-four foi disputada a 19 e 20 de maio de 2018 em Magdeburg, Alemanha.
O Füchse Berlin venceu o Saint-Raphaël por 28–25 e conquistou o seu 2.º título na competição.

## Formato
Um total de 62 equipas disputaram a Taça EHF de 2017–18. A prova é dividida em quatro fases: fase de qualificação, fase de grupos, eliminatórias e fase final (final four).
Todas as equipas disputam a fase de qualificação, dividida em três pré-eliminatórias disputadas a duas mãos, em em sistema ida e volta. As equipas que não vencerem o torneio de qualificação da Liga dos Campeões de 2017–18 são também inseridas nesta fase da prova. Apenas 16 equipas se apuram para a fase de grupos.
A fase de grupos é constituída por quatro grupos que serão disputados por quatro equipas cada, onde estas irão enfrentar-se em sistema de todos contra todos. Os dois primeiros de cada grupo qualificam-se para as eliminatórias da competição.
| Eliminatória     | Eliminatória              | Equipas em Prova | Participantes Eliminatória | Vencedores Eli. Anterior | Entradas na Competição |
| ---------------- | ------------------------- | ---------------- | -------------------------- | ------------------------ | ---------------------- |
| Qualificação     | Primeira pré-eliminatória | 63               | 30                         | –                        | 30                     |
| Qualificação     | Segunda pré-eliminatória  | 48               | 32                         | 15                       | 16 + 1                 |
| Qualificação     | Terceira pré-eliminatória | 32               | 32                         | 16                       | 14 + 2                 |
| Fase de Grupos   | Fase de Grupos            | 16               | 16                         | 16                       | –                      |
| Quartos-de-final | Quartos-de-final          | 8                | 8                          | 8                        | –                      |
| Fase Final       | Final-four                | 4                | 4                          | 4                        | –                      |

## Distribuição de vagas
Cada ano, a EHF publica uma lista de classificação das ligas nacionais de cada federação-membro. Este ranking de coeficiente da EHF determina as nações autorizadas a participar na competição. Para 2017–18, as primeiras 40 nações do ranking podem candidatar um certo número de participantes a participar na Taça EHF. O campeão europeu em título qualifica-se automaticamente.
- Associações 1 a 7 classificam três equipas cada.
- Associações 8 a 13 classificam duas equipa cada.
- Associações 14 a 40 classificam uma equipa cada.
  - As federações-membro 1 a 40 podem solicitar vagas adicionais.

### Ranking de Coeficiente da EHF para 2017–18
| Rank | Associação   | Coeff. | Times | Notas |
| ---- | ------------ | ------ | ----- | ----- |
| 1    | Alemanha     | 139,83 | 3     |       |
| 2    | Hungria      | 119,83 | 3     |       |
| 3    | Espanha      | 114,33 | 3     |       |
| 4    | França       | 96,17  | 3     |       |
| 5    | Polónia      | 67,00  | 3     |       |
| 6    | Dinamarca    | 64,33  | 3     |       |
| 7    | Eslovénia    | 40,83  | 3     |       |
| 8    | Macedónia    | 39,56  | 2     |       |
| 9    | Croácia      | 39,25  | 2     |       |
| 10   | Portugal     | 36.11  | 2     |       |
| 11   | Suécia       | 34,00  | 2     |       |
| 12   | Roménia      | 33,22  | 2     |       |
| 13   | Suíça        | 28,57  | 2     |       |
| 14   | Ucrânia      | 25,22  | 1     |       |
| 15   | Bielorrússia | 23,89  | 1     |       |
| 16   | Rússia       | 22,43  | 1     |       |
| 17   | Noruega      | 20,78  | 1     |       |

| Rank | Associação           | Coeff. | Times | Notas |
| ---- | -------------------- | ------ | ----- | ----- |
| 18   | Sérvia               | 18,44  | 1     |       |
| 19   | República Checa      | 14,67  | 1     |       |
| 20   | Eslováquia           | 11,67  | 1     |       |
| 21   | Bélgica              | 11,25  | 1     |       |
| 22   | Finlândia            | 11,25  | 1     |       |
| 23   | Países Baixos        | 10,78  | 1     |       |
| 24   | Turquia              | 9,67   | 1     |       |
| 25   | Áustria              | 9,00   | 1     |       |
| 26   | Grécia               | 8,00   | 1     |       |
| 27   | Islândia             | 7,00   | 1     |       |
| 28   | Estónia              | 6,83   | 1     |       |
| 29   | Kosovo               | 6,67   | 1     |       |
| 30   | Luxemburgo           | 6,00   | 1     |       |
| 31   | Israel               | 6,00   | 1     |       |
| 32   | Bósnia e Herzegovina | 5,56   | 1     |       |
| 33   | Itália               | 3,50   | 1     |       |
| 35   | Bulgária             | 3,50   | 1     |       |

| Rank | Association                                                                               | Coeff. | Teams | Notes |
| ---- | ----------------------------------------------------------------------------------------- | ------ | ----- | ----- |
| 35   | Chipre                                                                                    | 3,00   | 1     |       |
| 36   | Moldávia                                                                                  | 2,00   | 1     |       |
| 37   | Reino Unido                                                                               | 2,00   | 1     |       |
| 38   | Lituânia                                                                                  | 1,83   | 1     |       |
| 39   | Montenegro                                                                                | 0,63   | 1     |       |
| 40   | Geórgia                                                                                   | 0,40   | 1     |       |
| 41   | Albânia Andorra Arménia Azerbeijão Ilhas Faroé Irlanda Letónia Liechtenstein Malta Mónaco | 0,00   | 0     |       |

### Alocação
Entre as 61 equipas que se candidataram a participar na competição, 14 equipas qualificaram-se diretamente para a terceira pré-eliminatória da fase de qualificação e 16 equipas qualificaram-se para a segunda pré-eliminatória enquanto as restantes 30 equipas disputarão a primeira pré-eliminatória. Participam ainda 3 equipas transferidas da Liga dos Campeões de 2017–18, perdedoras do torneio de qualificação.
- TH: Campeão em título da Taça EHF
- CW: Vencedores da taça
- 1º, 2º, 3º, etc.: Posição na liga
- ECL: Transferido da Liga dos Campeões  - QS: Perdedores do torneio de qualificação

| Fase de Qualificação      | Fase de Qualificação      | Fase de Qualificação       | Fase de Qualificação      |
| Terceira Pré-Eliminatória | Terceira Pré-Eliminatória | Terceira Pré-Eliminatória  | Terceira Pré-Eliminatória |
| ------------------------- | ------------------------- | -------------------------- | ------------------------- |
| Frisch Auf Göppingen (TH) | Grundfos Tatabanya (3º)   | Bjerringbro-Silkeborg (3º) | KS Azoty-Pulawy SA (3º)   |
| Füchse Berlin (4º)        | CYEB Budakalasz (4º)      | Ribe-Esbjerg HH (4º)       | Lugi HF (5º)              |
| SC Magdeburg (5º)         | CB Ciudad de Logroño (3º) | RK Riko Ribnica (3º)       | Alpla HC Hard (ELC QS)    |
| Saint-Raphaël HB (4º)     | BM Granollers (4º)        | RD Koper (4º)              | Tatran Prešov (ELC QS)    |
| Segunda Pré-Eliminatória  |                           |                            |                           |
| Csurgoi KK (5º)           | Pfadi Winterthur (2º)     | Limburg Lions (1º)         | Gwardia Opole (5º)        |
| Balatonfüredi KSE (6º)    | Wacker Thun (3º)          | RK Nexe (2º)               | Riihimäki Cocks (ELC QS)  |
| CSM București (2º)        | FC Porto (2º)             | TTH Holstebro (5º)         |                           |
| Sud Constanta (4º)        | Helvetia Anaitasuna (5º)  | HK Malmö (6º)              |                           |
| Saint Petersburg HC (2º)  | Chambery Savoie (5º)      | SKA Minsk                  |                           |
| Primeira Pré-Eliminatória |                           |                            |                           |
| RK Dubrava (3º)           | ØIF Arendal (1º)          | HB Esch                    | ZTR Zaporozhye            |
| HRK Gorica (4º)           | BSK Handball Elite (5º)   | HC Ohrid 2013 (3º)         | Maccabi Lezion            |
| Olympiacos (1º)           | HB West Wien (3º)         | Achilles Bocholt           | HC Olimpus-85             |
| AC Doukas (2º)            | Bregenz Handball (5º)     | Volendam (2º)              | RK Partizan 1949 Tivat    |
| SL Benfica (3º)           | Dukla Praga (2º)          | Beykoz Belediyesi GSK      | SSV Bozen Loacker         |
| Valur Reykjavík (1º)      | Robstav Plzen (1º)        | Klaipeda Dragunas          | Põlva Serviti             |
| FH Hafnarfjardar (2º)     | HC Vojvodina (1º)         | KH Besa Fam Gas            |                           |
| Afturelding (3º)          | HC Dinamo Pančevo (2º)    | HC Kriens-Luzern (4º)      |                           |

## Calendário
Todos os sorteios foram realizados na sede da Federação Europeia de Andebol em Viena, Áustria.
| Eliminatória     | Eliminatória              | Data do Sorteio        | Data                           | Data                           |
| Eliminatória     | Eliminatória              | Data do Sorteio        | 1ª Mão                         | 2ª Mão                         |
| ---------------- | ------------------------- | ---------------------- | ------------------------------ | ------------------------------ |
| Qualificação     | Primeira pré-eliminatória | 18 de julho de 2017    | 02–03 de setembro de 2017      | 09–10 de setembro de 2017      |
| Qualificação     | Segunda pré-eliminatória  | 18 de julho de 2017    | 07–08 de outubro de 2017       | 14–15 de outubro de 2017       |
| Qualificação     | Terceira pré-eliminatória | 17 de outubro de 2017  | 18–19 de novembro de 2017      | 25–26 de novembro de 2017      |
| Fase de Grupos   | J1                        | 30 de novembro de 2017 | 10–11 de fevereiro de 2018     | 10–11 de fevereiro de 2018     |
| Fase de Grupos   | J2                        | 30 de novembro de 2017 | 17–18 de fevereiro de 2018     | 17–18 de fevereiro de 2018     |
| Fase de Grupos   | J3                        | 30 de novembro de 2017 | 24–25 de fevereiro de 2018     | 24–25 de fevereiro de 2018     |
| Fase de Grupos   | J4                        | 30 de novembro de 2017 | 03–04 de março de 2018         | 03–04 de março de 2018         |
| Fase de Grupos   | J5                        | 30 de novembro de 2017 | 24–25 de março 2018            | 24–25 de março 2018            |
| Fase de Grupos   | J6                        | 30 de novembro de 2017 | 31 de março–1 de abril de 2018 | 31 de março–1 de abril de 2018 |
| Quartos-de-final | Quartos-de-final          | 3 de abril de 2018     | 21–22 de abril de 2018         | 28–29 de abril de 2018         |
| Final four       | Final four                | 2 de maio de 2018      | 19–20 de maio de 2018          | 19–20 de maio de 2018          |

## Fase de Qualificação
Na fase de qualificação, disputada em três rondas, as equipas jogam em eliminatórias com partidas de ida e volta. Em alguns casos, as equipas podem concordar jogar as duas mãos no mesmo recinto. Os vencedores de cada eliminatória qualificam-se para a ronda seguinte.

### Primeira pré-eliminatória
O sorteio da primeira pré-eliminatória foi realizado a 18 de julho de 2017. Nesta ronda, as equipas são alocadas em dois potes, com as equipas do pote 1 a confrontarem as equipas do pote 2.
Os potes do sorteio foram os seguintesː
| - RK Dubrava - SL Benfica - BSK Handball Elite - ZTR Zaporozhye - HC Dukla Praha - Valur Reykjavík - Maccabi LeZion - HB West Wien | - Achilles Bocholt - Vojvodina - Olympiacos - KH BESA Fam Gas - Volendam - HB Esch - Põlva Serviti |

| - Beykoz Belediyesi GSK - SSV Bozen Loacker - HC Olimpus-85 - RK Partizan 1949 Tivat - Klaipeda Dragunas - Robstav Plzen - Afturelding - HC Dinamo Pančevo | - AC Doukas - HC Ohrid 2013 - HC Kriens-Luzern - HRK Gorica - ØIF Arendal - FH Hafnarfjordur - Bregenz Handball |

As partidas de ida foram disputadas a 1, 2 e 3 de setembro e as partidas de volta em 9 e 10 de setembro de 2017.
| Equipe 1               | Total | Equipe 2              | 1.º jogo | 2.º jogo |
| ---------------------- | ----- | --------------------- | -------- | -------- |
| AC Doukas              | 37–59 | HC Vojvodina          | 13–33    | 24–26    |
| KH Besa Fam Gas        | 52–56 | Beykoz Belediyesi GSK | 29–21    | 23–35    |
| Klaipeda Dragunas      | 71–72 | RK Dubrava            | 36–36    | 35–36    |
| Dukla Praga            | 52–61 | FH Hafnarfjardar      | 27–30    | 25–31    |
| Robstav Plzen          | 50–39 | Olympiacos            | 21–21    | 29–18    |
| RK Partizan 1949 Tivat | 39–70 | Achilles Bocholt      | 19–38    | 20–32    |
| Valur Reykjavík        | 64–58 | SSV Bozen Loacker     | 34–27    | 30–31    |
| SL Benfica             | 74–48 | HC Dinamo Pančevo     | 39–20    | 35–20    |
| HC Ohrid 2013          | 48–47 | Volendam              | 24–24    | 24–23    |
| HC Kriens-Luzern       | 45–43 | ZTR Zaporozhye        | 24–20    | 21–23    |
| HC Olimpus-85          | 48–84 | Maccabi Lezion        | 20–39    | 28–45    |
| Afturelding            | 52–55 | BSK Handball Elite    | 25–26    | 27–29    |
| HB Esch                | 50–57 | ØIF Arendal           | 25–29    | 25–28    |
| HB West Wien           | 57–55 | Bregenz Handball      | 30–28    | 27–27    |
| HRK Gorica             | 43–46 | Põlva Serviti         | 21–21    | 22–25    |

### Segunda pré-eliminatória
O sorteio da segunda pré-eliminatória foi realizado a 18 de julho de 2017. As partidas de ida foram disputadas a 7 e 8 de outubro e as partidas de volta em 14 e 15 de outubro de 2017.
| Equipe 1                    | Total | Equipe 2                    | 1.º jogo | 2.º jogo   |
| --------------------------- | ----- | --------------------------- | -------- | ---------- |
| HC Kriens-Luzern            | 32–65 | TTH Holstebro               | 16–27    | 16–38      |
| Achilles Bocholt            | 65–72 | Riihimäki Cocks             | 40–35    | 25–37      |
| Beykoz BLD SK               | 48–71 | HK Malmö                    | 27–36    | 21–35      |
| RK Ohrid 2013               | 46–81 | FC Porto                    | 20–37    | 26–44      |
| Sud Constanta               | 51–46 | Bækkelagets SK              | 24–22    | 27–24      |
| Põlva Serviti               | 46–59 | RK Nexe Našice              | 25–27    | 21–32      |
| Limburg Lions               | 51–57 | ØIF Arendal                 | 25–28    | 26–29      |
| FH Hafnarfjordur            | 59–59 | Saint Petersburg HC         | 32–27    | 27–32 (p)1 |
| Pfadi Winterthur            | 61–39 | RK Vojvodina                | 35–22    | 26–17      |
| Helvetia Anaitasuna         | 70–49 | Talent Robstav M.A.T. Plzeň | 40–26    | 30–23      |
| SG Handball West Wien       | 49–59 | Wacker Thun                 | 22–27    | 27–32      |
| Balatonfüredi KSE           | 55–41 | Valur FC                    | 27–22    | 28–19      |
| CSM București               | 56–63 | SKA Minsk                   | 26–30    | 30–33      |
| SL Benfica                  | 49–50 | Gwardia Opole               | 28–24    | 21–26      |
| Maccabi Srugo Rishon Lezion | 51–60 | Chambery Savoie Mont Blanc  | 24–29    | 27–31      |
| Csurgói KK                  | 59–60 | RK Dubrava                  | 33–24    | 26–36      |

Notas

### Terceira pré-eliminatória
O sorteio da terceira pré-eliminatória foi realizado a 17 de outubro de 2017. As partidas de ida foram disputadas a 18 e 19 de novembro e as partidas de volta em 25 e 26 de novembro de 2017.
| Equipe 1              | Total      | Equipe 2                   | 1.º jogo | 2.º jogo |
| --------------------- | ---------- | -------------------------- | -------- | -------- |
| CYEB Budakalász       | 48–61      | Helvetia Anaitasuna        | 27–35    | 21–26    |
| KS Azoty-Puławy       | 59–59 (gf) | TTH Holstebro              | 30–27    | 29–32    |
| Magdeburg             | 53–52      | HC Dobrogea Sud Constanţa  | 27–25    | 26–27    |
| FC Porto              | 52–63      | Füchse Berlin              | 27–30    | 25–33    |
| Gwardia Opole         | 51–52      | RD Koper 2013              | 30–25    | 21–27    |
| Frisch Auf Göppingen  | 58–48      | ØIF Arendal                | 27–27    | 31–21    |
| Riihimäki Cocks       | 49–46      | RD Riko Ribnica            | 24–17    | 25–29    |
| Wacker Thun           | 40–40 (gf) | Alpla HC Hard              | 19–17    | 21–23    |
| Grundfos Tatabánya KC | 46–47      | Chambery Savoie Mont Blanc | 25–24    | 21–23    |
| BM Granollers         | 55–46      | Balatonfüredi KSE          | 28–21    | 27–25    |
| Lugi HF               | 51–46      | Pfadi Winterthur           | 29–29    | 22–17    |
| HK Malmö              | 50–59      | Bjerringbro-Silkeborg      | 25–23    | 25–36    |
| Ribe-Esbjerg HH       | 50–52      | RK Nexe Našice             | 29–26    | 21–26    |
| Saint-Raphaël HB      | 81–60      | RK Dubrava                 | 40–29    | 41–31    |
| SKA Minsk             | 66–63      | CB Ciudad de Logroño       | 36–28    | 30–35    |
| Tatran Prešov         | 47–47 (gf) | FH Hafnarfjordur           | 24–21    | 23–26    |

## Fase de Grupos
O sorteio da fase de grupos foi realizado a 30 de novembro de 2017. 16 equipas foram alocadas em em quatro potes para serem posteriormente distribuídas por quatro grupos contendo quatro equipas.
Em cada grupo, as equipas enfrentam-se em sistema de todos contra todos. As jornadas são dsputadas entre 10 de fevereiro e 1 de abril de 2018
Após a fase de grupos, as equipas que avançarão para as eliminatórias da Taça EHF de 2017–18 serão determinadas da seguinte maneira:
- Caso o Sportclub Magdeburg (que qualifica-se automaticamente para a final four pois hospedará esta fase da competição) acabe em primeiro no seu grupo, o vencedor de cada grupo qualifica-se automaticamente para os quartos-de-final da competição juntamente com os três melhores segundos classificados de cada grupo.
- Caso o Sportclub Magdeburg (que qualifica-se automaticamente para a final four pois hospedará esta fase da competição) acabe em qualquer outra posição que não a primeira posição no seu grupo, o vencedor de cada grupo qualifica-se automaticamente para os quartos-de-final da competição juntamente com os dois melhores segundos classificados de cada grupo (excluíndo o anfitrião da final four caso este termine também em segundo lugar).

### Critérios de Desempate
| Critérios de Desempate |
| --- |
| Na fase de grupos, as equipas são classificados por pontos (2 pontos por vitória, 1 ponto por empate, 0 pontos por derrota). Se duas ou mais equipas terminarem iguais em pontos no final da fase de grupos, os seguintes critérios serão aplicados para determinar a classificação (em ordem decrescente): 1. Maior número de pontos obtidos nos jogos entre as equipas em questão; 2. Diferença de golos superior nos jogos disputados entre as equipas em questão; 3. Maior número de golos marcados nos jogos disputados entre as equipas em questão (ou fora de casa em caso de um empate no número de golos marcados); 4. Diferença de golos superior em todos os jogos disputados no grupo; 5. Maior número de golos marcados em todos os jogos disputados no grupo; Se a classificação não conseguir ser determinada pelos critérios acima, uma decisão será providenciada pela Federação Europeia de Andebol. Durante a fase de grupos, só os critérios 4 e 5 se aplicam para determinar a classificação provisória das equipas. |

### Sorteio
| Potes                                                        | Potes                                                                        | Potes                                                          | Potes                                      |
| Pote 1                                                       | Pote 2                                                                       | Pote 3                                                         | Pote 4                                     |
| ------------------------------------------------------------ | ---------------------------------------------------------------------------- | -------------------------------------------------------------- | ------------------------------------------ |
| SKA Minsk Chambery Savoie Füchse Berlin Frisch Auf Göppingen | Bjerringbro-Silkeborg Helvetia Anaitasuna Riihimäki Cocks KS Azoty-Pulawy SA | RK Nexe Našice BM Granollers Sportclub Magdeburg Saint-Raphaël | RD Koper Lugi HF Wacker Thun Tatran Prešov |

### Grupo A
| Pos | Equipe                | Pts | J | V | E | D | GP  | GC  | SG  | Classificado   |
| --- | --------------------- | --- | - | - | - | - | --- | --- | --- | -------------- |
| 1   | Magdeburg             | 10  | 6 | 5 | 0 | 1 | 192 | 157 | +35 | Final four     |
| 2   | Bjerringbro-Silkeborg | 6   | 6 | 3 | 0 | 3 | 166 | 167 | −1  | Índice técnico |
| 3   | SKA Minsk             | 5   | 6 | 2 | 1 | 3 | 177 | 178 | −1  |                |
| 4   | Tatran Prešov         | 3   | 6 | 1 | 1 | 4 | 146 | 179 | −33 |                |

### Grupo B
| Pos | Equipe              | Pts | J | V | E | D | GP  | GC  | SG  | Classificado     |
| --- | ------------------- | --- | - | - | - | - | --- | --- | --- | ---------------- |
| 1   | Füchse Berlin       | 10  | 6 | 5 | 0 | 1 | 185 | 154 | +31 | Quartos de final |
| 2   | Saint-Raphaël       | 10  | 6 | 5 | 0 | 1 | 183 | 165 | +18 | Índice técnico   |
| 3   | Helvetia Anaitasuna | 4   | 6 | 2 | 0 | 4 | 174 | 201 | −27 |                  |
| 4   | Lugi HF             | 0   | 6 | 0 | 0 | 6 | 169 | 191 | −22 |                  |

### Grupo C
| Pos | Equipe               | Pts | J | V | E | D | GP  | GC  | SG  | Classificado     |
| --- | -------------------- | --- | - | - | - | - | --- | --- | --- | ---------------- |
| 1   | Frisch Auf Göppingen | 12  | 6 | 6 | 0 | 0 | 177 | 144 | +33 | Quartos de final |
| 2   | RK Nexe Našice       | 8   | 6 | 4 | 0 | 2 | 164 | 152 | +12 | Índice técnico   |
| 3   | RD Koper             | 2   | 6 | 1 | 0 | 5 | 152 | 168 | −16 |                  |
| 4   | Riihimäki Cocks      | 2   | 6 | 1 | 0 | 5 | 143 | 172 | −29 |                  |

### Grupo D
| Pos | Equipe             | Pts | J | V | E | D | GP  | GC  | SG  | Classificado     |
| --- | ------------------ | --- | - | - | - | - | --- | --- | --- | ---------------- |
| 1   | BM Granollers      | 9   | 6 | 4 | 1 | 1 | 175 | 157 | +18 | Quartos de final |
| 2   | Chambery Savoie    | 9   | 6 | 4 | 1 | 1 | 162 | 152 | +10 | Índice técnico   |
| 3   | KS Azoty-Pulawy SA | 4   | 6 | 2 | 0 | 4 | 168 | 179 | −11 |                  |
| 4   | Wacker Thun        | 2   | 6 | 1 | 0 | 5 | 152 | 169 | −17 |                  |

### Índice técnico dos segundos classificados
Como o Sportclub Magdeburg acabou em primeiro no seu grupo e irá hospedar a fase final da competição, o vencedor de cada grupo qualifica-se automaticamente para os quartos-de-final da competição juntamente com os três melhores segundos classificados de cada grupo.
| Grupo | Equipa                | Pts | J | V | E | D | GP  | GC  | SD  |
| ----- | --------------------- | --- | - | - | - | - | --- | --- | --- |
| B     | Saint-Raphaël         | 10  | 6 | 5 | 0 | 1 | 183 | 165 | +18 |
| D     | Chambéry Savoie       | 9   | 6 | 4 | 1 | 1 | 162 | 152 | +10 |
| C     | Nexe Našice           | 8   | 6 | 4 | 0 | 2 | 164 | 152 | +12 |
| A     | Bjerringbro-Silkeborg | 6   | 6 | 3 | 0 | 3 | 166 | 167 | -1  |

## Eliminatórias

### Quartos de final
O sorteio dos quartos de final foi realizado a 3 de abril de 2018. As partidas de ida foram disputadas em 21 e 22 de abril e as partidas de volta em 28 e 29 de abril de 2018.
| Pote 1               |
| -------------------- |
| Frisch Auf Göppingen |
| Fraikin Granollers   |
| Füchse Berlin        |

| Pote 2          |
| --------------- |
| Nexe Našice     |
| Chambéry Savoie |
| Saint-Raphaël   |

| Equipe 1        | Total | Equipe 2             | 1.º jogo | 2.º jogo |
| --------------- | ----- | -------------------- | -------- | -------- |
| Saint-Raphaël   | 67–63 | Fraikin Granollers   | 37–23    | 30–40    |
| RK Nexe Našice  | 44–45 | Füchse Berlin        | 28–20    | 16–25    |
| Chambéry Savoie | 54–61 | Frisch Auf Göppingen | 27–30    | 27–31    |

## Fase Final
A fase final da competição, em formato final four, foi disputada a 19 e 20 de maio 2018. O sorteio foi realizado a 2 de maio de 2018 em Magdeburg.
|  | Semifinals           | Semifinals    |                    |    | Final | Final |
|  |                      |               |                    |    |       |       |
|  | 19 de maio de 2018   |               |                    |    |       |       |
|  |                      |               |                    |    |       |       |
|  | Saint-Raphaël        | 28            |                    |    |       |       |
|  | Saint-Raphaël        | 28            | 20 de maio de 2018 |    |       |       |
|  | Magdeburg            | 27            |                    |    |       |       |
|  | Magdeburg            | 27            | Saint-Raphaël      | 25 |       |       |
|  | 19 de maio de 2018   |               | Saint-Raphaël      | 25 |       |       |
|  |                      | Füchse Berlin | 28                 |    |       |       |
|  | Frisch Auf Göppingen | Füchse Berlin | 28                 | 24 |       |       |
|  | Frisch Auf Göppingen |               |                    | 24 |       |       |
|  | Füchse Berlin        | 27            |                    |    |       |       |
|  | Füchse Berlin        | 27            | Third place        |    |       |       |
|  |                      |               |                    |    |       |       |
|  | 20 de maio de 2018   |               |                    |    |       |       |
|  |                      |               |                    |    |       |       |
|  | Magdeburg            | 35            |                    |    |       |       |
|  | Magdeburg            | 35            |                    |    |       |       |
|  | Frisch Auf Göppingen | 25            |                    |    |       |       |

### Final
| 20 de maio de 2018 15:15 | Saint-Raphaël | 25–28     | Füchse Berlin | GETEC Arena, Magdeburg Público: 6,209 Árbitros: Olesen, Pedersen |
| 20 de maio de 2018 15:15 | Caucheteux 8  | (13–14)   | Zachrisson 9  | GETEC Arena, Magdeburg Público: 6,209 Árbitros: Olesen, Pedersen |
| 20 de maio de 2018 15:15 | 5× 4× 1×      | Relatório | 7× 2×         | GETEC Arena, Magdeburg Público: 6,209 Árbitros: Olesen, Pedersen |

## Campeão
| Taça EHF de 2017–18      |
| ------------------------ |
| Füchse Berlin 2.º Título |